# Misvær
Misvær este o localitate din comuna Bodø, provincia Nordland, Norvegia, cu o suprafață de  km² și o populație de  locuitori (2013).